# نادي حلوان العام
نادي حلوان الرياضي أو نادي حلوان العام، هو نادي كرة قدم مصري، مقره مدينة حلوان بوسط مصر بمحافظة القاهرة، تأسس عام 1986 في عهد الرئيس حسني مبارك، يلعب النادي بدوري الدرجة الثالثة، يرأس النادي محمود حلمي من أشهر لاعبين النادي الأخوين حسام حسن وإبراهيم حسن من أبناء حلوان.